# 秋田県道215号屋布沖田面線
秋田県道215号屋布沖田面線（あきたけんどう215ごう やしきおきたおもてせん）は、秋田県北秋田郡上小阿仁村を通る一般県道である。

## 概要
上小阿仁村の五反沢川上流から路線が始まる。道は起点よりさらに山奥から始まっていて、起点を含めて下流にある上五反沢集落付近まで未舗装区間が続く。上五反沢集落から中五反沢集落、下五反沢集落と五反沢川に並行して道は進み、上小阿仁村沖田面の終点、国道285号交点に至る。

### 路線データ
- 総延長 : 10.286 km[2]
- 実延長 : 10.286 km[2]
- 起点 : 秋田県北秋田郡上小阿仁村五反沢字屋布11番2地先[3]北緯40度0分16.51秒 東経140度20分12.34秒
- 終点 : 秋田県北秋田郡上小阿仁村沖田面字小浦野下川原15番2地先（国道285号交点）[3]北緯40度2分52.13秒 東経140度17分13.13秒
- 未供用区間 : なし[2]

## 歴史
- 1973年（昭和48年）3月1日 - 秋田県道に認定される[3]。

## 路線状況

### 冬期閉鎖区間
- 区間 : 上小阿仁村屋布 - 上小阿仁村湯小屋[4]
  - 期日 : 11月下旬 - 5月初旬[5]

### 交通不能区間
- なし[6]

## 地理

### 交差する道路
| 施設名 | 接続路線名 | 備考 | 所在地                         |
| ------ | ---------- | ---- | ------------------------------ |
|        |            | 起点 | 北秋田郡上小阿仁村五反沢字屋布 |
|        | 国道285号  | 終点 | 北秋田郡上小阿仁村沖田面       |